# Shutter (film, 2004)
Pour plus de détails, voir Fiche technique et Distribution.
Shutter (thaï : ชัตเตอร์ กดติดวิญญาณ) est un film d'horreur thaïlandais réalisé par Banjong Pisanthanakun et Parkpoom Wongpoom et sorti le 9 septembre 2004.

## Synopsis
Tan et Jane passent une soirée bien arrosée chez des amis puis ils rentrent chez eux. Jane conduit sur une route déserte de campagne lorsque surgit de nulle part une jeune fille au milieu de la voie. L'accident est inévitable. Le couple laisse le corps inanimé sur place et prend la fuite. Dès lors le remords et la culpabilité les hantent et ils sont témoins de phénomènes étranges. Tan, photographe professionnel, remarque sur ses clichés des apparitions et souffre d'une douleur aiguë au cou. Avec l'aide de son amie Jane, il cherche à comprendre ce qu'il leur arrive et les tourmente.

## Fiche technique
- Titre : Shutter
- Titre original : ชัตเตอร์ กดติดวิญญาณ
- Réalisation : Banjong Pisanthanakun et Parkpoom Wongpoom
- Scénario : Banjong Pisanthanakun, Sopon Sukdapisit et Parkpoom Wongpoom
- Production : Yodphet Sudsawad
- Musique : Chartchai Pongprapapan
- Photographie : Niramon Ross
- Montage : Manop Boonvipat et Lee Chatametikool[5]
- Pays d'origine :  Thaïlande
- Format : Couleurs - 1,85:1 - Dolby Digital - 35 mm
- Genre : Horreur, fantastique et thriller
- Durée : 97 minutes
- Date de sortie : 
  -  Thaïlande : 9 septembre 2004
  -  Japon : 20 mai 2006
  -  France : 14 septembre 2006 (DVD)
- Film interdit aux moins de 16 ans

## Distribution
- Ananda Everingham (อนันดา เอเวอริ่งแฮม) (VF : Constantin Pappas) : Tun[6]
- Natthaweeranuch Thongmee : Jane[7]
- Achita Sikamana : Natre
- Unnop Chanpaibool : Tonn
- Chachchaya Chalemphol : la femme de Tonn
- Sivagorn Muttamara : Meng
- Titikarn Tongprasearth : Jim
- Achita Wuthinounsurasit : Netre